# Kalman Reisen
Kalman Reisen (* 1848 in Koidanowo, Gouvernement Minsk, Russisches Reich; † Juli 1921 in Minsk) war ein jiddisch-hebräischer Schriftsteller und Übersetzer.
Reisen hatte Hebräisch sowie die deutsche, polnische und russische Literatur studiert und schrieb dann Feuilletons und Lieder für verschiedene hebräische und jiddische Zeitschriften. Er übersetzte u. a. ausgewählte Werke von Friedrich Schiller, Alexander Sergejewitsch Puschkin u. a. ins Jiddische.
Eine Sammlung seiner Skizzen erschien 1893 unter dem Titel Jonah Homiah. Zu seinen bekanntesten Liedern gehört Hamavdil ben kodesch l'chol (deutsch: Der Unterschied zwischen Heiligem und Profanem).
Kalman Reisen war der Vater von Abraham, Salman und Sara Reisen.